# Ultimate Tag League
Ultimate Tag League（アルティメット・タッグ・リーグ）は、DDTプロレスリングが主催するタッグマッチのリーグ戦である。

## ルール
- 試合形式は公式戦が30分1本勝負。優勝決定戦は時間無制限1本勝負。
- あらゆる勝ちは2点、あらゆる負けは0点、あらゆる引き分けは1点。欠場や無効試合などで試合不成立の場合は両チーム0点[1]。
- 最多得点チームが優勝となり、同点チームが複数ある場合は直接対決の結果により順位を決定する。複数ブロックで開催された場合は各ブロックの1位同士で決勝戦を行う。

## 大会結果

### 2021年大会
参加チーム
- 竹下幸之介&勝俣瞬馬 5点 ※優勝
- 佐々木大輔&火野裕士 5点 ※準優勝
- 秋山準&大石真翔 4点
- 樋口和貞&坂口征夫 4点
- クリス・ブルックス&アントーニオ本多 2点

内容
2021年5月9日から5月27日の日程で実施。

### 2022年大会
参加チーム
- Aブロック
- 竹下幸之介&上野勇希 6点 ※準優勝
- 遠藤哲哉&秋山準 6点
- 火野裕士&納谷幸男 4点
- 樋口和貞&岡谷英樹 2点
- 近藤修司&平田一喜 0点
- Bブロック
- HARASHIMA&吉村直巳 6点 ※優勝
- 佐々木大輔&MJポー 4点
- クリス・ブルックス&高梨将弘 4点
- 飯野"セクシー"雄貴&今成"ファンタスティック"夢人 4点
- 勝俣瞬馬&MAO 2点

内容
2022年1月30日から2月27日の日程で実施。リーグ戦発表時にKO-Dタッグ王者のHARASHIMA＆吉村直巳組が返上したため、リーグ戦の勝者組がKO-Dタッグ王者となる。